# دودمان دووالیه
دودمان دووالیه (به فرانسوی: Dynastie des Duvalier، به زبان کریول آییسینی: Dinasti Duvalier) به دیکتاتوری یکه‌سالارانه فرانسوا دووالیه و پسرش ژان-کلود دووالیه در فاصلهٔ سال‌های ۱۹۵۷ تا ۱۹۸۶ میلادی بر هائیتی اطلاق می‌شود. 